# Pływanie na otwartym akwenie na Światowych Wojskowych Igrzyskach Sportowych 2019 – sztafeta mieszana
Sztafeta mieszana stylem dowolnym – jedna z konkurencji pływackich, która odbyła się podczas 7. Światowych Wojskowych Igrzyskach Sportowych na obiektach East Lake Open-Water Swimming Venue w Wuhanie w dniu 27 października 2019 roku podczas światowych igrzysk wojskowych.

## Terminarz
Wszystkie godziny podane są w czasie chińskim (UTC+08:00) oraz polskim (CEST).
| Data                      | Godzina rozpoczęcia | Godzina rozpoczęcia | Wydarzenie |
| Data                      | UTC+08:00           | CEST                | Wydarzenie |
| ------------------------- | ------------------- | ------------------- | ---------- |
| 27 października 2019(dts) | 14:30               | 22:30               | Finał      |

## Medaliści
| Złoto                                                          | Srebro                                                              | Brąz                                        |
| Francja                                                        | Brazylia                                                            | Chiny                                       |
| Océane Cassignol Caroline Jouisse Axel Reyomond Logan Fontaine | Betina Lorscheitter Ana Marcela Cunha Allan do Carmo Fernando Ponte | Dong Fuwei Hou Yawen An Jiabao Qiao Zhongyi |

## Końcowa klasyfikacja
| Miejsce | Reprezentacja | Czas                            |
| ------- | --- | ------------------------------- |
| Miejsce | Zawodniczka / Zawodnik |                                 |
| 1 !     | Francja | 56:41,8                         |
| 1 !     | Océane Cassignol Caroline Jouisse Axel Reyomond Logan Fontaine                                                            | 14:42,6 14:54,7 13:39,4 13:25,1 |
| 2 !     | Brazylia | 56:44,6                         |
| 2 !     | Betina Lorscheitter Ana Marcela Cunha Allan do Carmo Fernando Ponte                                                       | 14:45,0 14:41,9 14:11,2 13:06,5 |
| 3 !     | Chiny | 56:48,0                         |
| 3 !     | Dong Fuwei Hou Yawen An Jiabao Qiao Zhongyi                                                                               | 14:44,7 14:41,7 13:52,8 13:28,8 |
| 4       | Włochy | 56:50,0                         |
| 4       | Alice Franco Pasquale Sanzullo Alisia Tettamanzi Dario Verani                                                             | 15:05,4 14:23,3 14:24,3 12:57,0 |
| 5       | Ekwador | 1:11:23,6                       |
| 5       | Dayana Elizabeth Morales Herrera Fernando Sebastian Espinel Criollo Daryel Eduardo Llerena Santtos Collaguazo de la Torre | 18:22,2 17:36,8 17:16,2 18:08,4 |

Źródło: